# Сасовац
Сасовац је насељено место у општини Нова Рача, Бјеловарско-билогорска жупанија, Република Хрватска.

## Историја
До нове територијалне организације у Хрватској место је припадало бившој великој општини Бјеловар.

## Становништво
На попису становништва 2011. године, Сасовац је имао 228 становника.

## Попис1991.
На попису становништва 1991. године, насељено место Сасовац је имало 284 становника, следећег националног састава:
| Попис 1991.‍  | Попис 1991.‍  | Попис 1991.‍ | Попис 1991.‍ | Попис 1991.‍ |
| ------------ | ------------ | ----------- | ----------- | ----------- |
|              |              |             |             |             |
| Хрвати       | Хрвати       |             | 250         | 88,02%      |
| Албанци      | Албанци      |             | 14          | 4,92%       |
| Срби         | Срби         |             | 3           | 1,05%       |
| неопредељени | неопредељени |             | 13          | 4,57%       |
| непознато    | непознато    |             | 4           | 1,40%       |
| укупно: 284  |              |             |             |             |